# Movimiento Popular (Marruecos)
El Movimiento Popular (en francés: Mouvement populaire y en árabe: الحركة الشعبية Al-Ḥarakah Al-Ša'abīyah) es un partido político liberal de Marruecos fundado en 1957 por el caíd bereber Mahjoubi Aherdane con la ayuda de Abdelkrim al-Jatib, que fundó más tarde un grupo disidente (Mouvement populaire démocratique et constitutionnel) que se convirtió en el Partido Justicia y Desarrollo. 
La actual formación es fruto de la fusión, el 25 de marzo de 2006, entre el principal partido que había mantenido el nombre original y dos partidos escindidos, el Movimiento Nacional Popular (Mouvement National Populaire) y la Unión Democrática (Union Démocratique). El partido es miembro de pleno derecho de la Internacional Liberal, a la que se unió en del Congreso celebrado en Dakar en 2003.
En las elecciones generales celebradas el 27 de septiembre de 2002, el Movimiento Popular obtuvo 27 de los 325 escaños en disputa. Mejoró su posición en las elecciones celebradas el 7 de septiembre de 2007, obteniendo 41 de los 325 escaños.
El Movimiento Popular (en francés: Mouvement populaire y en árabe: الحركة الشعبية Al-Ḥarakah Al-Ša'abīyah) es un partido político liberal de Marruecos fundado en 1957 por el caíd bereber Mahjoubi Aherdane con la ayuda de Abdelkrim al-Jatib. Constituido un año más tarde la independencia marroquí (1956), se articuló inicialmente como representante político de los sectores rifeños descontentos con el nuevo sistema política.
Dos años más tarde, en 1958, el descontento social en esta región desembocó en una insurrección generalizada en la zona de Rif contra el nuevo gobierno constituido a inicios del mencionado año y compuesto mayoritariamente por miembros del Partido Istilqlal. Asimismo, en este contexto de revuelta social, los dos principales dirigentes del Movimiento Popular fueron detenidos bajo las acusaciones de instigar a la revuelta, la cual inicialmente protestaba por el asesinato de Abbas Messaadi.
Sin embargo, a pesar de la represión inicial y su oposición a la conformación del Gobierno del Istiqlal, el Movimiento Popular se convirtió en uno de los principales partidos del régimen marroquí, con una base social rural y tradicionalista en todo Marruecos y no limitada a la zona rifeña. De este modo, si bien el partido se oponía al partido Istiqlal, en modo alguno se oponía al Sultán marroquí. Este hecho ha llevado a calificar al Movimiento Popular de Partido Administrativa en tanto que organización promovida a instancias del propio Estado marroquí para hacer frente a organizaciones políticas que pudiesen suponer una amenaza al orden político vigente, al Istiqlal en el caso que nos ocupa, y asegurar la continuidad del régimen a través de estos partidos bisagras.
En 1967, una escisión de este partido, liderada por Abdelkrim al-Jatib, formaría el Movimiento Popular Democrático y Constitucional. Esta nueva organización fue el germen del Partido Justicia y Desarrollo de Marruecos, el cual se presentaría a sus primeras elecciones en 1997. Previamente, el Movimiento Popular Democrático y Constitucional se presentó únicamente a las elecciones de 1977, en las cuales obtuvo 44 escaaños; en estas mismas elecciones, el Movimiento Popular vio su representación reducida a 15 escaños.
A partir de 1993 el Movimiento Popular ha cooperado de forma continuada con la Agrupación Nacional de los Independientes y Unión Constitucional. Sin embargo, en 2006 una nueva escisión sacudió al Movimiento Popular, surgiendo de ella el Movimiento Nacional Popular bajo el liderazgo de Mahjoubi Aherdan. Sin embargo, el recorrido autónomo de esta organización fue breve: en 2007, el Movimiento Nacional Popular, el Movimiento Popular y Unidad Democrática anunciaron la creación de una coalición bajo el nombre del segundo y en la que se presentarían conjuntamente las tres organizaciones. Asimismo, la materialización de este proceso de reunificación se culminó con la publicación de 66 medidas prioritarias que esta coalición pretendía implantar una vez en el gobierno. Sin embargo, a pesar de esta fusión, el nuevo Movimiento Popular perdió más de 500.000 votos en comparación con las elecciones de 2002.
Así pues, a pesar de las diferentes escisiones, las maniobras políticas del Movimiento Popular le han permitido mantener su representación en la Cámara de Representantes de Marruecos desde su primera participación electoral en 1963. A pesar de no obtener un amplio número de escaños, oscilando el número entre los 25 y los 50 representantes, ha sido lo suficientemente grande para influir en las principales decisiones parlamentarias y ocupas ciertos cargos ministeriales: gobierno de 2003 bajo la dirección de Youssoufi. En este sentido, debe mencionarse la importancia del ámbito rural. Dada las prácticas existentes de caciquismo, el espacio rural ha funcionado históricamente como sostén de los partidos administrativos, quienes aunque no lograsen arraigar en los centros urbanos, su representación, fuere más o menos amplia, quedaba asegurada por el campo.

## Resultados electorales

### Parlamento Marroquí
| Cámara de Representantes |                      |            |                        |     |                     |
| Año de las elecciones    | # de votos obtenidos | % de votos | # de escaños obtenidos | +/– | Líder               |
| 1963                     | 1,159,932 (#1)       | 34.8       | 69/144                 | –   | Ahmed Bahnini       |
| 1970                     | ? (#1)               | 25.0       | 60/240                 | 9   | Abdelkrim al-Jatib  |
| 1977                     | 738,541 (#2)         | 14.64      | 15/264                 | 45  | Abdelkrim al-Khatib |
| 1984                     | 695,020 (#3)         | 15.54      | 47/301                 | 32  | Abdelkrim al-Khatib |
| 1993                     | 751,864 (#5)         | 12.1       | 51/333                 | 4   | Mohand Laenser      |
| 1997                     | 659,331 (#4)         | 10.3       | 40/325                 | 11  | Mohand Laenser      |
| 2002                     | 396.932 (#5)         | 8.31       | 27/325                 | 13  | Mohand Laenser      |
| 2007                     | 426,849 (#3)         | 9.3        | 41/325                 | 14  | Mohand Laenser      |
| 2011                     | 354,468 (#6)         | 7.5        | 32/395                 | 11  | Mohand Laenser      |
| 2016                     | 409,085 (#5)         | 6.08       | 27/395                 | 5   | Mohand Laenser      |
| 2021                     | 528,261 (#5)         | 6,98       | 28/395                 | 1   | Mohand Laenser      |